# Gradina (Gacko, BiH)
Gradina je naseljeno mjesto u općini Gacko, Republika Srpska, BiH.
Selo se nalazi u Cerničkom polju.

## Stanovništvo

### 1991.
Nacionalni sastav stanovništva 1991. godine, bio je sljedeći:
ukupno: 225
- Srbi - 137
- Muslimani - 87
- ostali, nepoznati i neopredijeljeni - 1

### 2013.
Nacionalni sastav stanovništva 2013. godine, bio je sljedeći:
ukupno: 110
- Srbi - 96
- Bošnjaci - 14